# Koyunuşağı
Koyunuşağı, tot 1960 Şihik geheten, is een dorp in het Turks district  Mazgirt in de provincie Tunceli. Het dorp ligt ongeveer 40 km ten oosten van de stad Mazgirt en 73 km ten zuidoosten van de stad Tunceli.

## Bevolking
In het dorp wonen vooral alevitische Zaza. In de 21e eeuw leeft slechts een klein deel van de oorspronkelijke bevolking nog permanent in het dorp; de rest van de oorspronkelijke bevolking is naar West-Europa en naar grotere Turkse steden, zoals Istanboel en Ankara, vertrokken. 
| Jaar | Totaal | Mannen | Vrouwen |
| ---- | ------ | ------ | ------- |
| 2020 | 43     | 21     | 22      |
| 2012 | 24     | 16     | 8       |
| 2007 | 19     | 9      | 10      |
| 2000 | -      |        |         |
| 1997 | -      |        |         |
| 1985 | 180    |        |         |
| 1965 | 273    |        |         |
| 1935 | 87     |        |         |